# Shredder (schackprogram)
Shredder är ett kommersiellt schackprogram ursprungligen utvecklat i Tyskland av Stefan Meyer-Kahlen år 1993. Det anses vara ett av världens starkaste schackprogram. Programmet vann World Microcomputer Chess Championship år 1996 och 2000, World Computer Speed Chess Championship 1999 och 2003, World Computer Speed Chess Championship åren 2002, 2003, 2004, 2005 och 2007, samt World Chess Software Championship år 2010.

## Plattformar
Shredder är ett av få kommersiella schackprogram som inte bara är tillgängligt Microsoft Windows, utan även för Mac OS och Linux. Shredder finns också för iPhone, iPad och Android.

## Utmärkelser
Shredder har vunnit ett antal datorschackturneringar:
| År   | Plats      | Event                                    |
| ---- | ---------- | ---------------------------------------- |
| 1996 | Jakarta    | Micro Computer World Champion            |
| 1999 | Paderborn  | Micro Computer World Champion            |
| 1999 | Paderborn  | Computer Chess World Champion            |
| 2000 | London     | Micro Computer World Champion            |
| 2001 | Maastricht | Micro Computer World Champion Single CPU |
| 2002 | Maastricht | Blitz World Champion                     |
| 2003 | Graz       | Computer Chess World Champion            |
| 2003 | Graz       | Blitz World Champion                     |
| 2004 | Tel Aviv   | Blitz World Champion                     |
| 2005 | Reykjavik  | Blitz World Champion                     |
| 2006 | Mainz      | Chess960 World Champion                  |
| 2007 | Amsterdam  | Blitz World Champion                     |
| 2010 | Kanazawa   | Chess Software World Champion            |